# کریم حافظ
کریم حافظ (عربی: كريم حافظ؛ زادهٔ ۱۲ مارس ۱۹۹۶) یک بازیکن فوتبال اهل مصر است.

## باشگاهی
از باشگاه‌هایی که در آن بازی کرده‌است می‌توان به باشگاه فوتبال اومانیا اشاره کرد.

## تیم ملی
وی همچنین در تیم ملی فوتبال مصر بازی کرده است.